# Munir El Haddadi
Munir El Haddadi Mohamed, född den 1 september 1995 i El Escorial, Spanien, är en professionell spansk-marockansk fotbollsspelare (anfallare) som spelar för Getafe. Han representerar även Marockos landslag.

## Klubbkarriär
I juli 2011 värvades Munir av Barcelona. I januari 2019 värvades Munir av Sevilla. Den 31 augusti 2022 värvades han av Getafe.

## Meriter

### FC Barcelona
- La Liga: 2014/2015, 2015/2016
- UEFA Champions League: 2014/2015
- Spanska cupen: 2014/2015, 2015/2016
- Spanska supercupen: 2016
- UEFA Super Cup: 2015
- VM för klubblag: 2015